# ザ・ユニバース
ザ・ユニバース（The Universe）はアラブ首長国連邦のドバイに計画中の人工島プロジェクト。
ザ・ユニバースは太陽系、銀河系などの形をした島を建設計画であり、2023年から2028年に完成の見通しである。パーム・アイランドやザ・ワールドを手がけたナキールとオランダのヴァン・オード社（Van Oord）、ベルギーのヤン・デ・ヌル社（Jan de Nul）が建設を手がける。ジュメイラ海岸沿い、パーム・ジュメイラとザ・ワールドの間に位置する。